# Enclavament de Cabinda
L'enclavament de Cabinda, equivalent al districte de Cabinda després província de Cabinda, fou teatre d'una guerra entre els partidaris d'esdevenir un estat independent, liderats pel Front d'Alliberament de l'Enclavament de Cabinda (FLEC), i el govern d'Angola dirigit pel Moviment Popular d'Alliberament d'Angola (MPLA). El conflicte va durar del 1975 al 2007 i no ha quedat plenament resolt.

## Fons
L'àrea de la moderna Cabinda fou explorada per primer cop per l'explorador Diogo Cão el 1483, caient més tard sota influència portuguesa. El 1853 una delegació de caps cabindesos va demanar sense èxit l'extensió de l'administració portuguesa de la colònia d'Angola a Cabinda. Els caps locals van continuar els seus intents a cooperar amb Portugal fins a la Conferència de Berlín de 1884 i el Tractat de Simulambuco de 1885, seguint el qual l'enclavament de Cabinda esdevenia un protectorat portuguès conegut com a Congo Portuguès, format per tres protectorats menors de Ngoyo, Loango i Kakongo (els tres regnes sotmesos a protecció). Malgrat el fet que Cabinda va aguantar un estatus semi independent, el nou govern portuguès de 1956 va transferir formalment l'administració de la regió a Angola sense un acord previ amb el lideratge local de Cabinda.
El primer moviment separatista fou l'Associaçao dos Indigenas do Enclave de Cabinda (AIEC), creat el 1956, AIEC va defensar la creació d'una unió entre Cabinda i el Congo Belga o el Congo Francès o Congo Mitjà. L'Associacao dos Residentes do Enclave de Cabinda (AREC) va ser fundada el 1959 com a organització humanitària, i fou rebatejada després com a Moviment de la Llibertat per l'Estat de Cabinda (MLEC), canviant la seva funció a un moviment polític que promovia l'autodeterminació. El Comitè d'Acció Nacional del Poble de Cabinda (CAUNC) i la Mayombé Aliança (ALLIAMA) es va unir la creixent escena política en el mateix any. El 1963, MLEC, ALLIAMA i CAUNC es van fusionar en el Front d'Alliberament de l'Enclavament de Cabinda (FLEC), el qual de llavors ençà ha estat el moviment d'autodeterminació més gran en la regió.
En el mateix any, l'Organització d'Unitat Africana va declarar que Cabinda era un estat governat de manera independent amb el seu moviment d'independència propi. El 10 de gener de 1967 el FLEC va formar un govern a l'exili basat a la ciutat de Tshela, Zaire. L'agost de 1974, FLEC va absorbir la Unió Democràtica dels Pobles de Cabinda i el Partit Democràtic de Cabinda, esdevenint l'organització política única en Cabinda.
El gener de 1975 sota pressió dels moviments d'alliberament angolesos, Portugal va acceptar Cabinda com a part d'Angola en l'acord d'Alvor amb els tres moviments independentistes d'Angola (MPLA, UNITA i FNLA), negant a Cabinda el dret a l'autodeterminació anteriorment concedida per la carta de les Nacions Unides i el Tractat de Simulambuco. L'1 d'agost de 1975, el president de FLEC Luis Ranque Franque va anunciar la formació de la República de Cabinda, un estat independent. Les tropes de MPLA que controlaven la regió, van ignorar la declaració. L'11 de novembre de 1975, Angola va obtenir la independència de Portugal, reclamant Cabinda com a part del seu territori. El govern provisional de Cabinda, dirigit pel FLEC, fou desqualificat. El 8 de novembre de 1975, el FLEC va respondre iniciant la lluita armada per crear un estat separat Cabindès.

## Conflicte
Durant el curs de la Guerra Civil Angolesa, el FLEC es va dividir en cinc faccions independents. FLEC-Posiçao Militaire (FLEC-PM) que fou més tard rebatejat com a FLEC-Renovada (FLEC-R), FLEC-N'Zita, FLEC-Lubota, Uniao Nacional de Libertaçao de Cabinda (UNLC) i el Comitè Comunista de Cabinda. Com que la guerra va continuar el MPLA i el govern d'Angola van intentar obtenir el suport d'alguna de les diverses faccions de FLEC i entrar en negociacions.D'altra banda els rebels de la UNITA col·laboraven directament amb el FLEC-FAC, mentre buscant ampliar la seva aliança amb el grup. Això no va parar UNITA d'ocasionalment col·laborar amb el MPLA en operacions contra el FLEC. El 2002, el govern angolès va signar un tractat de pau amb la UNITA acabant oficialment la guerra civil.
Cuba, Alemanya Oriental i la Unió soviètica van entrar a la guerra civil al costat del MPLA des de 1975, arribant aviat a Cabinda.
Segons els serveis d'intel·ligència dels EUA, França i Bèlgica presumptament van donar suport al FLEC per proporcionar formació i ajut financer.Malgrat això, Zaire fou el màxim suport del FLEC. Després el FLEC-Renovada va tenir suport dels Estats Units, Sud-àfrica i organitzacions japoneses d'extrema dreta així com de la Lliga Mundial per la Llibertat i Democràcia (World League for Freedom and Democracy).
El 1956 es va descobrir petroli a la regió; el 1966 la Gulf Oil Company va començar explotació comercial. Les quantitats importants d'ingressos generats per royaltys de petroli, van contribuir a l'augment de la importància geopolítica de Cabinda. El 1970 els ingressos del petroli pujaven a 16 milions de $, i s'esperava augmentar a 32–50 milions $ per l'any 1972. El petroli va continuar jugant una funció important, i el 2011 representava aproximadament 86% dels ingressos totals de l'estat angolès. La marginació de la població local a favor dels interessos portuguesos i després dels angolesos van jugar una funció important en l'augment de la militància separatista a la regió.
El 18 de juliol de 2006, el Cabinda Fòrum per Diàleg (FCD) i el FLEC-Renovada dirigit per António Bento Bembe van signar un definitiu alto el foc amb el govern angolès conegut com el Memoràndum d'Entesa per la Pau a Cabinda; l'esdeveniment va tenir lloc a Macabi, Cabinda. L'acord va assegurar l'estatus de Cabinda com a part d'Angola, va proporcionar un estatus econòmic especial i uns poders de govern locals a Cabinda, i condemnava posteriors actes d'insurgència i separatisme. El tractat fou rebut de manera crítica pels opositors a Bembe dins del moviment i en moviments rivals. L'acord de pau va marcar una disminució aguda en la intensitat del conflicte.
Segons la UNPO (Unrepresented Nations and Peoples Organization), Cabinda és sota ocupació militar, reforçada en temps recents per les forces angoleses. Això era especialment cert després que l'equip de futbol de Togo va ser atacat pel FLEC, quan Angola era amfitriona de la Copa africana de Nacions 2010. Forces rebels van assegurar que havia estat un error. El 2012 el FLEC-FAC va anunciar estar disposat a declarar un alto el foc i perseguir una resolució negociada al conflicte.
La intervenció internacional en el conflicte ha estat limitada, amb Portugal oferint una mediació i deixant tenir al FLEC una delegació dins Lisboa.

## Cronologia

Bandera del autoproclamada República de Cabinda.

### 1975–2006
- 8 de novembre de 1975, el FLEC va iniciar la seva lluita armada, apuntant a crear un estat separat de Cabinda.[5]
- 9 de novembre de 1975, el FLEC xoca amb tropes del MPLA. Un total de 600 cabindesos del MPLA deserten al FLEC després de rumors d'una invasió congolesa a gran escala a la regió; els desertors portaven armament pesant d'origen soviètic.[7]
- 11–14 de juny de 1977, intercanvi de foc entre lluitadors del FLEC i del govern amb diverses baixes.[21]
- 27 de juliol de 1979, 7 militants van ser morts en tres incidents separats, mentre enfrontaments van tenir lloc a Pangamongo, Tando-Makuku, i Seva.[21]
- 20 d'agost de 1979, els insurgents maten 2 alemanys orientals i 3 soldats cubans als defores de Inhuca i Buco-Zau.[21]
- 22 de maig de 1981, un tribunal angolès va sentenciar 6 persones a mort per pertànyer a FLEC.[21]
- 25 d'abril de 1990, militants del FLEC-Nzita van segrestar 4 francesos i 4 congolesos que treballaven per Elf Aquitaine; els ostatges foren alliberats després de negociacions amb oficials francesos.[1]
- 20 de setembre de 1990, rebels del FLEC-Nzita van segrestar 2 empleats de la Portuguese Mota e Companhia Limitada, que foren alliberats dos mesos més tard.[1]
- 21 d'abril de 1990, el FLEC perpetra un atac amb una granada en un mercat a la ciutat de Cabinda, ferint 24 persones.[1]
- 7 de juny de 1991, el FLEC apel·la al govern angolès, demanant un referèndum per un estatut d'autonomia per a Cabinda.[5]
- 29–30 de setembre de 1992, les eleccions generals d'Angola, van tenir una baixa participació a Cabinda d'entre el 7 i el 12% seguint una crida del FLEC al boicot.[4]
- 29 de setembre de 1995, el FLEC-Renovada va signar un alto el foc de quatre mesos amb el govern angolès.[4]
- 18–22 de novembre de 1995, el Front Democràtic de Cabinda i el govern angolès mantenen converses a Pointe Noire, Congo, sense poder assolir un acord.[4]
- 23 de gener de 1996, guerrilles del FLEC van segrestar 3 treballadors miners.[4]
- 11 de desembre de 1996, un enfrontament entre les Forces Armades d'Angola (FAA) i guerrillers del FLEC suposa la mort de 29 persones.[21]
- 5 de març de 1997, 42 soldats van ser morts en una batalla amb guerrilers separatistes de Cabinda.[21]
- 26 de març de 1997, 2 militants del FLEC-FAC i 27 soldats van morir en la lluita al nord-est de Cabinda.[21]
- 10–20 de juny de 1997, per damunt de 100 persones van resultar mortes en els enfrontaments entre forces del govern i separatistes.[21]
- 8 de gener de 1998, les FAA pateixen 24 baixes arran de lluites amb el FLEC.[21]
- 28 de març de 1998, militants del FLEC-FAC van atacar dos vehicles civils, matant una persona sola.[21]
- 4 d'octubre de 1998, una ofensiva de les FAA a Cabinda va derivar en la mort de 200 persones entre els dos bàndols.[4]
- 11 de novembre de 1998, un exèrcit angolès que bombardejava, mata a 7 civils i en fereix 19 altres.[4]
- 24 de novembre de 1998, 11 membres de les FAA van perdre les seves vides en un atac del FLEC.[21]
- 14 de juny de 1999, el FLEC ataca el poble de Bulo, matant 4 civils i ferint a 6 altres.[4]
- 18 d'abril de 2002, 12 soldats van morir en els enfrontaments amb el FLEC.[21]
- 30 d'octubre de 2002, el FLEC-FAC captura la base militar més gran de Cabinda coneguda com a Kungo Shonzo, localitzada a 100 km al nord-est de la ciutat de Cabinda.[22]
- 2 de gener de 2003, les tropes angoleses van capturar dos oficials del FLEC-Renovada i agafar un gran dipòsit d'armes i explosius.[23]
- 8 de juny de 2003, set comandants del FLEC-FAC que inclouen el cap d'estat major Francisco Luemba es rendeixen a les autoritats angoleses.[24]
- 17 de juny de 2003, les forces de seguretat angoleses van assassinar dos civils al districte de Buco Zau.[21]
- 29 de novembre de 2003, un total d'uns 1,000 exmembres del FLEC i els seus parents foren oficialment integrats a l'exèrcit angolès, força policial i societat civil.[25]
- 24 de desembre de 2003, el FLEC va fer una embuscada al districte de Buco Zau, assassinat 3 membres dels serveis de seguretat i 3 civils.[21]
- 17 de novembre de 2004, cinquanta-tres guerrillers del FLEC-FAC abandonen la lluita armada i es rendeixen a les autoritats del districte de Buco-Zau.[26]

### 2006–2015
- El 18 de juliol de 2006, el Fòrum pel Diàleg a Cabinda (FDC) i el FLEC-Renovada dirigit per António Bento Bembe van signar un segon i definitiu alto el foc amb el govern angolès en el conegut com Memoràndum d'Entesa per la Pau a Cabinda; l'esdeveniment va tenir lloc en Macabi, Cabinda. L'acord va assegurar la permanència de Cabinda com a part d'Angola, però va proporcionar estatus econòmic especial i poders d'autogovern local a Cabinda, sent condemnats els actes posteriors d'insurgència i separatisme. El tractat fou rebut de manera crítica pels adversaris de Bembe dins del moviment.[14][15]
- 10 de setembre de 2007, António Bento Bembe va ser designat pel càrrec de ministre sense carpeta com a part del tractat de pau de 2006.[5]
- 11 de desembre de 2007, 95 exguerrillers del FLEC es van unir a l'11a Unitat de la Policia Antidisturbis, l'esdeveniment era part del tractat de 18 de juliol de 2006.[27]
- 3 de març de 2008, guerrillers del FLEC van matar tres soldats de les FAA a la ciutat de Cabinda.[21]
- 27 de març de 2009, rebels del FLEC-FAC van atacar un comboi de tres camions xinesos als afores de Cacongo, assassinat un nacional xinès. Com a mínim 8 persones van ser arrestades per presumptament perpetrar l'atac.[28]
- 1 d'abril de 2009, una patrulla de l'exèrcit va ser atacada per suposats militants en l'àrea de Cacongo.[28]
- 8 de gener de 2010, el FLEC va perpetrar un atac a l'equip de futbol de Togo, deixant 3 persones mortes i 9 ferides.[2]
- 9 de juliol de 2010, Henrique N'zita Tiago va declarar que el FLEC interrompiria la seva lluita armada i es va oferir per reprendre xerrades de pau; el FLEC-Renovada, per mitjà del comandant Alexandre Builo Tati, va repetir la declaració.[29]
- 8 de novembre de 2010, militants del FLEC van embuscar un comboi que portava treballadors xinesos, i 2 soldats angolesos van morir en l'incident.[30]
- 2–26 de març de 2011, els serveis secrets angolesos van dur a terme un nombre d'assassinats de comandants del FLEC. El cap d'estat major del FLEC-N'Zita, Gabriel "Firefly" Pea fou assassinat a Pointe Noire, República del Congo, el 2 de març 2. El comandant operacional del FLEC-FAC Gabriel "Pirilampo" Nhemba va ser trobat mort en el poble de N'tando, República del Congo, el 14 de març; el cos del comandant operacional de la regió del nord del FLEC, Maurice "Sabata" Lubota va ser trobat a la proximitat de Kimongo, República del Congo, el 26 de març.[31]
- 20 de desembre de 2014, els guerrillers paren una embuscada a un vehicle de l'exèrcit als afores de Vito Novo, municipi de Buco Zau, matant a 4 soldat i ferint altres 7.[32]
- 22 de desembre de 2014, un enfrontament va tenir lloc a Ntataba, Buco Zau, resultant 1 mort i un ferit entre les tropes de govern.[32]

## Violacions dels Drets Humans
Segons un informe de Human Rights Watch, l'exèrcit angolès i el servei secret han comès un nombre de violations dels drets humans durant el conflicte. L'informe indica que entre setembre de 2007 i març de 2009, 38 persones foren arbitràriament detinguts, torturats, humiliats i més tard portats a judici per acusacions de delictes contra la seguretat. Entre els arrestats s'incloïen sis membres de l'exèrcit angolès que van ser acusats de deserció i de portar a terme atacs armats, així com un experiodista de la Veu d'America, conegut per la seva posició crítica contra el govern. Als detinguts els va ser negat el contacte amb professionals legals o amb les seves famílies per períodes llargs de temps. Això és considerat com una violació de l'International Covenant on Civil and Political Rights.
Una investigació de la fundació Bertelsmann Stiftung que cobreix el període entre 2011 i 2013, va indicar que els drets humans eren sistemàticament violats, amb periodistes, activistes de drets civils i membres de clergat que rebien fustigament després de ser acusats de donar suport al FLEC.
Informes de l'ONG Freedom House, la fundació Bertelsmann Stiftung i Human Rights Watch també assenyalen violacions comeses pel FLEC.